# ヴァディヴェール
ヴァディヴェール（Vadivelu、1960年10月10日 - ）は、インドのタミル語映画で活動する俳優、コメディアン、プレイバックシンガー。「Vaigai Puyal」の愛称で知られており、この愛称は故郷マドゥライのヴァイハイ川に由来する。

## 生い立ち
1960年10月10日にナタラージャンとサロージニの息子として生まれる。ヴァディヴェールは教育を受けず父のガラス加工業を手伝い、父の死後も兄弟と共に事業を続けた。手が空いた時に地元の劇団に参加し、主にコメディリリーフの役柄を演じていた。

## キャリア

### 1988年 - 1998年
ヴァディヴェールは花嫁に会うために乗り込んだチェンナイ行きの列車の中でラージキランと出会った。ラージキランはヴァディヴェールとの会話が面白かったため興味を抱き、主演作『En Rasavin Manasile』に出演させるように監督のカストゥリ・ラージャに依頼し、端役として出演した。同作ではガウンダマニ、センディルの相棒役を演じ、1994年に公開されたシャンカルの『Kadhalan』に出演して知名度を上げた。ただし公開時期の関係で、彼のデビュー作は1988年に公開されたT・ラジェンダルの『En Thangai Kalyani』となっている。

### 1998年 - 2008年
知名度を上げたヴァディヴェールは、『Bharathi Kannamma』『Friends』『Vetri Kodi Kattu』『Winner』『Giri』『Thalai Nagaram』『Marudhamalai』『チャンドラムキ 踊る!アメリカ帰りのゴーストバスター』などに出演した。2006年公開の『Imsai Arasan 23rd Pulikecei』では主演に起用され、双子の兄弟役を演じた。2008年公開の『Indiralohathil Na Azhagappan』でが2度目の主演作となった。

### 2008年 - 2018年
主役への起用が減少したヴァディヴェールは再び助演男優、コメディアンとして映画に出演するようになった。2016年公開の『Kaththi Sandai』でヴィシャールと共演し、2017年にはP・ヴァースの『Shivalinga』に出演した。同年に『マジック』でヴィジャイと共演した。同作は興行的な成功を収め、ニュー・インディアン・エクスプレスは「ヴァディヴェールの素晴らしいカムバックになった」と述べ、「彼のコメディ演技は微妙であるが、それでも十分である」と批評している。

### 2018年以降
『Imsai Arasan 23rd Pulikecei』の続編『Imsai Arasan 24th Pulikecei』に起用されたが、自身が推薦する衣裳デザイナーを採用するように迫ったことで監督のチンブ・デヴェンと対立し、出演を含む一切の協力を拒否した。ヴァディヴェールの態度に不満を抱いたシャンカールとアッリラージャー・スバースカランは訴訟を起こし、同時期に『Neeyum Naanum Naduvula Peyum』のR・Kもヴァディヴェールが出演契約を結んでいながら撮影に参加しなかったため訴訟を起こし、さらに彼らはヴァディヴェールの問題行動に関する報告を受けたタミル映画製作者協議会とナディガル・サンガム（南インド俳優協会）がヴァディヴェールに対して説明を求める事態に発展した。ヴァディヴェールは『Imsai Arasan 24th Pulikecei』の問題について、撮影への参加または損害補償金9000万ルピーの支払いを求められるが両方とも拒否しており、これに対してタミル映画製作者協議会は彼をブラックリストに登録し、さらに協議会に加盟する映画製作者に対して、ヴァディヴェールを今後映画に起用しないように求める通知を出した。

## トラブル
2008年9月21日、チェンナイの自宅がギャングの一団に襲撃され、窓ガラスと家具が破損する被害を受けた。ヴァディヴェールは襲撃を指示したのは俳優・政治家のヴィジャヤカーントだと疑った。彼とはトラブルを起こして裁判中だったため、裁判所への出廷を妨害するための襲撃だったと主張している。襲撃事件後、ヴァディヴェールはヴィジャヤカーントを殺人未遂で訴え、タミル・ナードゥ州議会選挙の際には彼と対決することを明言した。これに対し、ヴィジャヤカーントは翌22日に会見を開き、ヴァディヴェールの主張は客観的証拠のない伝聞に過ぎないと反論している。
2011年、タミル・ナードゥ州議会選挙が実施されると、ヴァディヴェールはドラーヴィダ進歩党に対する支援キャンペーンを展開した。彼は演説の中で全インド・アンナー・ドラーヴィダ進歩党と連合するヴィジャヤカーントの全州進歩ドラヴィダ連盟を批判し、ティルヴァールールで開かれた演説会の中で「私の望みはヴィジャヤカーントの一党を一掃し、ドラーヴィダ進歩党を勝利に導くことです」と演説した。最終的に選挙は全インド・アンナー・ドラーヴィダ進歩党が勝利し、ヴィジャヤカーントも選挙区で大勝している。